# Situbondo (kabupatenhuvudort i Indonesien)
Situbondo är en kabupatenhuvudort i Indonesien.   Den ligger i provinsen Jawa Timur, i den västra delen av landet, 800 km öster om huvudstaden Jakarta. Situbondo ligger 36 meter över havet och antalet invånare är 600 000.
Terrängen runt Situbondo är huvudsakligen platt, men åt sydväst är den kuperad. Terrängen runt Situbondo sluttar norrut.Runt Situbondo är det tätbefolkat, med 493 invånare per kvadratkilometer. Situbondo är det största samhället i trakten. Omgivningarna runt Situbondo är en mosaik av jordbruksmark och naturlig växtlighet.